# Huludong
Huludong (Hulu = Flaschenkürbis, Dong = Höhle; gelegentlich auch: Calabash-Cave = Kalebassen-Höhle) ist der Name einer paläoanthropologischen Fundstätte aus dem Mittelpleistozän in der Nähe der Stadt Nanjing, Provinz Jiangsu, im Südosten der Volksrepublik China. In dieser Karst-Höhle entdeckten Forscher im Jahr 1993 zwei teilweise erhaltene Schädelkalotten, die als Fossilien von Homo erectus klassifiziert wurden. Wie in China bei derartigen Funden üblich, werden die Fossilien dort außerwissenschaftlich nach ihrem Fundort als Nanjing-Mensch (chinesisch 南京人 oder 南京猿人) und gelegentlich als „Homo erectus nankinensis“ bezeichnet.

## Entdeckung
Die Höhle befindet sich in einem hügeligen Gelände auf dem Gebiet der Gemeinde Tangshan, 26 Kilometer östlich von Nanjing, und rund 100 Kilometer entfernt von der Fundstelle des gleichfalls Homo erectus zugeschriebenen Schädeldachs Hexian 1. Huludong besteht aus zwei unterschiedlich großen Kammern, die durch einen Kanal verbunden sind. Sie wurden aus Kalkstein ausgewaschen, der im Ordovizium (vor rund 450 Millionen Jahren) entstanden ist. Die homininen Fossilien stammen aus der kleineren Kammer. Beim Abbau von Kalkstein in der größeren Höhle fielen den Arbeitern in den Jahren 1990 und 1992 die in der größeren Höhle lagernden Säugetierfossilien auf, über deren Fund sie die Behörden informierten. Daraufhin fand im Januar 1993 eine Ausgrabung statt, als deren Ergebnis die Höhle zu einer Touristenattraktion ausgebaut werden sollte. Bei den Vorbereitungen hierzu entdeckten Arbeiter am 13. März 1993 das erste Schädeldach (benannt Hulu 1 oder Nanjing 1) und kurz darauf das zweite Schädeldach sowie einen einzelnen Zahn. Aufgrund biostratigraphischer Befunde wurde das Schädeldach ins Mittelpleistozän datiert. Die Zusammensetzung der nachgewiesenen Arten fossiler Paarhufer (u. a. diverser Hirsche) gleicht der Fundsituation von Hexian sowie von Zhoukoudian, dem Fundort des Peking-Menschen.

## Funde vonHomo erectus
Das Fossil Hulu 1 stammt vermutlich von einer jungen, erwachsenen Frau, deren Schädeldach noch mit den Knochen der linken bis mittleren Gesichtshälfte einschließlich der deutlich vorgewölbten Nasenknochen verbunden ist. Ein Schädelausguss ergab im Jahr 2011 ein Innenvolumen des Schädels von 876 cm³. Bei Hulu 2 handelt es sich um mehrere Bruchstücke einer Schädelkalotte, die von einem erwachsenen Mann stammt. Hulu 3 ist ein Molar M2. Steinwerkzeuge wurden nicht gefunden.
Verwahrort der Funde ist das Nanjing Municipal Museum (chinesisch 南京市博物館, Pinyin Nánjīng shì Bówùguǎn) in Nanjing. Seit 2014 gibt es im Tangshan Geopark einen futuristisch anmutenden Museumsbau der französischen Architektin Odile Decq, der sich an den Berghängen unweit der Fossilien-Fundstelle entlang windet und Geschichte und Geologie der Region erfahrbar machen soll.

## Datierung
Das Alter der Funde wurde bislang nur näherungsweise gemessen. Im Jahr 1999 wurden die Funde anhand der über ihnen liegenden Stalagmiten durch eine Uran-Thorium-Datierung mit Hilfe der Thermionen-Massenspektrometrie (TIMS) altersbestimmt; daraus ergab sich eine Zeitspanne von mindestens 240.000 bis maximal 500.000 Jahren. Berechnungen auf Grundlage von „SPECMAP“-Daten (SPECtral MApping Project) legten ein noch höheres Alter nahe, eine Ablagerung der Knochen während der Sauerstoff-Isotopenstufe 16, was einem Alter von rund 620.000 Jahren entsprechen würde und wozu auch die gefundenen Fossilien von großen, kälteangepassten Tieren passen würden.

## Belege
1. ↑  考古发掘 Hulu 1 (mit Abbildung des Fossils) auf einer chinesischen Website
2. ↑  John Gunn (Hrsg.): Encyclopedia of Caves and Karst Science. Fitzroy Dearborn, New York 2006, ISBN 1-57958-399-7, S. 457–458.
3. ↑  Dong Wei: The artiodactyla from Hulu cave, Tangshan, Nanjing and the environment of Nanjing man. In: Acta Anthropologica Sinica. Band 18, Nr. 4, 1999, S. 270–281.
4. ↑  Xiujie Wu, Ralph L. Holloway, Lynne A. Schepartz und Song Xing: A new brain endocast of Homo erectus from Hulu Cave, Nanjing, China. In: American Journal of Physical Anthropology. Band 145, Nr. 3, 2011, S. 452–460, doi:10.1002/ajpa.21527.
5. ↑  Eintrag Tangshan Huludong. In: Bernard Wood (Hrsg.): Wiley-Blackwell Encyclopedia of Human Evolution. 2 Bände. Wiley-Blackwell, Chichester u. a. 2011, ISBN 978-1-4051-5510-6.
6. ↑  China’s Nanjing Tangshan Geopark is a sprawling tourist parkland. (Memento vom 6. August 2021 im Internet Archive). Im Original publiziert auf hassellstudio.com.
7. ↑  600.000 Jahre alte Schönheit in Nanjing enthüllt. Auf: china.org.cn vom 15. August 2014.
8. ↑  Wang Yongjin u. a.: TIMS U-series ages of speleothems from the Tangshan Caves, Nanjing, China. In: Chinese Science Bulletin. Band 44, Nr. 21, 1999, S. 1987–1991, Zusammenfassung.
9. ↑  Franck C. Bassinot: SPECMAP – major goals and achievements. In: Vivien Gornitz (Hrsg.): Encyclopedia of Paleoclimatology and Ancient Environments. Springer, 2009, ISBN 978-1-4020-5197-5, doi:10.1007/978-1-4020-4411-3_212.

Koordinaten: 32° 3′ 24,9″ N, 119° 2′ 40,4″ O